# Гаплик

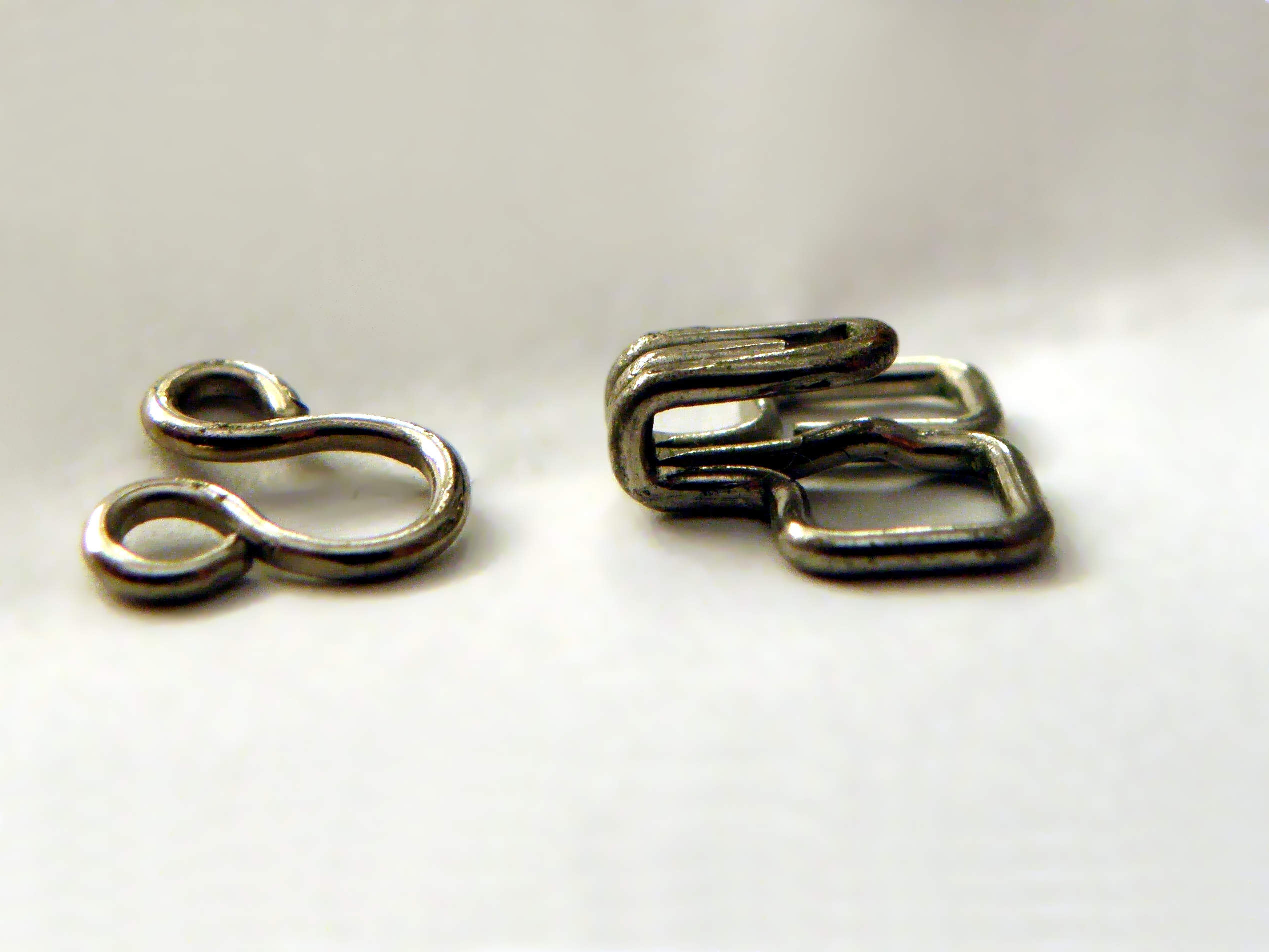
Гаплик (праворуч) та металева петля для нього.

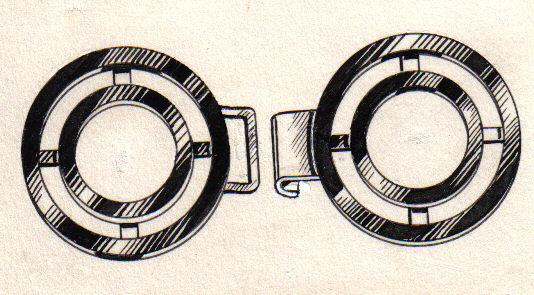

Гапли́к (через ст.-пол. haftka, heftlik від сер.-в.-нім. haftel, пор. нім. Haftel) — металева зачіпка, що пришивається до одягу проти петлі, і служить застібкою. Петля при цьому може бути як м'якою (зі шнуру, шкіри), так і металевою. Спочатку гаплики нашивали переважно на верхній одяг з цупкого і важкого матеріалу (наприклад, овчини), який незручно було застібати на ґудзики. Згодом зручну застібку почали використовувати і в інших предметах одягу та навіть у взутті, тобто там, де потрібно було забезпечити надійність зчеплення. Так, гаплики стали практично єдиним видом застібок, який використовують при пошитті бюстгальтерів.
З'явився вперше в Англії в 14 столітті. Широко використовуються як застібки бюстгальтерів, корсетів, боді, топів.
Застібки на текстильній основі мають кілька рядів гапликів для застібання, що дозволяє регулювати довжину лямки бюстгальтера або ширину корсажного виробу. Це — зручні у виробництві готові елементи, які досить просто вшити, що заощадить час і сили.